# La Celle-Guenand
La Celle-Guenand è un comune francese di 397 abitanti situato nel dipartimento dell'Indre e Loira nella regione del Centro-Valle della Loira.

## Società

### Evoluzione demografica
Abitanti censiti